# Richard Crawford
Richard Crawford (Mission Viejo, 1º agosto 1990) è un giocatore di football americano statunitense che gioca nel ruolo di cornerback nella National Football League. Fu scelto nel corso del settimo giro (213º assoluto) del Draft NFL 2012 dai Washington Redskins. Al college ha giocato a football alla Southern Methodist University.

## Carriera professionistica

### Washington Redskins
Crawford fu scelto dai Washington Redskins nel settimo giro del Draft 2012, raggiungendo l'ex compagno di squadra a SMU Josh LeRibeus, scelto dai Redskins nel terzo giro. Il 4 maggio 2012, Crawford firmò con la franchigia della capitale nordamericana un contratto quadriennale. Nell'ultima gara della sua stagione da rookie mise a segno il primo intercetto della carriera ai danni di Tony Romo dei Dallas Cowboys. La sua prima stagione da professionista si concluse con 10 gare disputate, nessuna come titolare, e 18 tackle.

## Statistiche
| Partite totali      | 10 |
| Partite da titolare | 0  |
| Tackle totali       | 18 |
| Sack                | 0  |
| Intercetti          | 1  |
| Fumble forzati      | 0  |

Statistiche aggiornate ala stagione 2015